# Trybuna Radziecka
Trybuna Radziecka, pełna nazwa: Trybuna Radziecka. Tygodnik Ilustrowany, Społeczny, Polityczny, Literacki, organ Biura Polskiego przy KC WKP(b) – gazeta wydawana w języku polskim w Moskwie, początkowo tygodnik, w 1932 roku przekształciła się w gazetę codzienną.
Trybuna Radziecka zastąpiła zlikwidowany w 1927 roku Świt. Redaktorami naczelnymi byli Tomasz Dąbal (1927–1929), Jan Nejman (1930–1933), Robert Maksymowski (właśc. Abram Rozensztajn, 1933–1937), Maria Rozwadowska (1937–1938).
W 1928 roku nakład wynosił 2 500 egzemplarzy, w czerwcu 1929 roku zwiększono do 10 000, a gazeta zaczęła wychodzić dwa razy w tygodniu. Od 1932 roku Trybuna Radziecka ukazywała się codziennie, aż do likwidacji pisma w październiku 1938 roku.